# Proiecție psihologică
Proiecția psihologică este un mecanism de apărare prin care indivizii atribuie trăsături, sentimente sau dorințe proprii altora, percepându-le greșit ca venind de la „Celălalt” exterior. Acest mecanism poate sta la baza empatiei, ajutând la proiecția experiențelor personale pentru a înțelege lumea subiectivă a altor persoane. În formele sale maligne, proiecția devine un mecanism de apărare prin care individul își apără eul de părțile dezavuate și profund negative ale sinelui, negându-le existența în sine și atribuindu-le altora. Acest proces poate genera neînțelegeri și daune interumane semnificative. Proiecția poate implica transferul de vinovăție⁠(d) și poate apărea sub formă de „aruncare a rușinii”. De asemenea, proiecția a fost descrisă ca o fază timpurie a introiecției.

## Precursorii istorici
Un precursor important al conceptului de proiecție a fost Giambattista Vico. În 1841, Ludwig Feuerbach a fost primul gânditor iluminist care a folosit acest concept ca bază pentru o critică sistematică a religiei. Talmudul babilonian (aproximativ 500 d.Hr.) observă tendința umană spre proiecție și avertizează împotriva acesteia, afirmând: „Nu-ți batjocori vecinul pentru defectul pe care-l ai tu însuți.” În Noul Testament, în pilda paiului și bârnei, Iisus avertizează împotriva proiecției: „De ce te uiți la paiul din ochiul fratelui tău și nu vezi bârna din ochiul tău? Cum poți să-i spui fratelui tău: ‘Lasă-mă să scot paiul din ochiul tău’, când, de fapt, în ochiul tău e o bârnă? Ipocritule, scoate mai întâi bârna din ochiul tău și atunci vei vedea clar să scoți paiul din ochiul fratelui tău.”

## Dezvoltări psihanalitice
Conceptul de proiecție (în germană Projektion) a fost formulat de Sigmund Freud în corespondența sa cu Wilhelm Fliess⁠(d) și a fost ulterior rafinat de Karl Abraham⁠(d) și Anna Freud. Freud considera că, în proiecție, gândurile, motivațiile, dorințele și sentimentele inacceptabile sunt plasate în exterior și atribuite altcuiva. Astfel, ceea ce individul refuză să accepte este scindat și plasat în altă persoană.
Freud a sugerat mai târziu că proiecția nu are loc în mod arbitrar, ci se fixează și exagerează un element care deja există într-o mică măsură în cealaltă persoană. (Mecanismul de apărare înrudit, identificarea proiectivă, diferă de proiecție prin faptul că cealaltă persoană este așteptată să devină identificată cu impulsul sau dorința proiectată în exterior, păstrând astfel o legătură cu ceea ce este proiectat, în contrast cu repudierea totală caracteristică proiecției propriu-zise).
Melanie Klein⁠(d) a susținut că proiecția părților bune ale sinelui poate duce la o supraidealizare a obiectului, iar propria conștiință poate fi, de asemenea, proiectată în încercarea de a scăpa de controlul acesteia. O versiune mai benignă a acestui proces poate facilita reconcilierea cu autoritatea exterioară.

## Exemple teoretice
Proiecția tinde să apară la persoanele normale în momente de criză personală sau politică și este frecvent întâlnită în tulburările de personalitate, cum ar fi tulburarea de personalitate narcisică, tulburarea de personalitate borderline sau personalitățile paranoide.
Carl Jung considera că părțile inacceptabile ale personalității, reprezentate de arhetipul Umbrei, sunt deosebit de predispuse să genereze proiecție, atât la nivel personal, cât și la nivel național sau internațional. Marie-Louise Von Franz⁠(d) a extins această perspectivă, susținând că „oriunde se oprește realitatea cunoscută, unde atingem necunoscutul, acolo proiectăm o imagine arhetipală”.
Proiecția psihologică a fost uneori folosită pentru a explica comportamente istorice; de exemplu, în cazul proceselor de vrăjitorie de la Salem din 1692. Istoricul John Demos⁠(d) a sugerat în 1970 că manifestările de „vrăjitorie” ale fetelor implicate ar fi putut fi cauzate de proiecția psihologică a agresivității reprimate.

## Exemple practice
- Blamarea victimei: Victima unui incident neplăcut poate fi învinovățită pentru propria suferință, sugerându-se că aceasta ar fi „atras” ostilitatea altora. În astfel de cazuri, individul proiectează propriile sentimente de slăbiciune sau vulnerabilitate asupra victimei, încercând astfel să se elibereze de aceste trăiri.[25][necesită citare completă]
- Proiecția vinovăției conjugale: Gândurile inconștiente de infidelitate pot fi proiectate asupra partenerului, astfel încât propria vinovăție să fie negată și atribuită altuia. De exemplu, o persoană care are o aventură poate începe să-și suspecteze partenerul nevinovat de infidelitate.[26]
- Intimidarea: Un agresor poate proiecta propriile sentimente de insecuritate asupra celor pe care îi hărțuiește, interpretând comportamentul acestora ca fiind provocator.[27] Acest tip de proiecție agresivă poate apărea în relațiile interpersonale și la scară largă, în conflicte internaționale.[22]
- Proiecția în relațiile romantice: Persoanele îndrăgostite tind uneori să „citească” gândurile partenerului, proiectându-și propriile dorințe și așteptări asupra acestuia.[28]
- Proiecția vinovăției generale: Proiecția unei conștiințe severe[29] poate genera acuzații false, fie la nivel personal, fie politic, ca formă de apărare.[22]
- Proiecția speranței: Într-un context pozitiv, pacienții pot proiecta speranțele lor de vindecare asupra terapeutului, văzând în acesta o sursă de ajutor și sprijin.[30]

## Contraproiecția
Carl Jung a explicat că „toate proiecțiile provoacă contraproiecție atunci când obiectul nu este conștient de calitatea proiectată asupra sa de către subiect.” Astfel, ceea ce este inconștient în persoana asupra căreia se face proiecția poate fi proiectat înapoi asupra celui care proiectează, ducând la o interacțiune reciproc influențată.
Harry Stack Sullivan⁠(d) a abordat contraproiecția în context terapeutic, considerând-o o modalitate de a preveni amplificarea compulsivă a traumei psihologice, ajutând pacientul să distingă între situația actuală și amintirea proiecției legate de trauma originală.

## Abordări clinice
Pornind de la ideile lui Gordon Allport⁠(d) despre exprimarea sinelui prin activități și obiecte, au fost dezvoltate tehnici proiective care facilitează evaluarea personalității, cum ar fi testul petelor de cerneală Rorschach și Testul Apercecției Tematice (TAT).
Proiecția poate oferi un sprijin temporar unui eu, reducând anxietatea, dar la costul unei anumite disocieri, ceea ce poate contribui la dedublarea personalității. În cazuri extreme, personalitatea individului poate ajunge epuizată psihologic. În astfel de situații, terapia poate necesita o reconstrucție treptată a personalității, prin „recuperarea” acestor proiecții.
Metoda proiecției gestionate este o tehnică proiectivă concepută astfel încât subiectul primește o descriere verbală a propriei personalități, dar atribuită altei persoane. În același timp, îi este oferit și un portret al unei persoane opuse, imaginare (Stolin, V.V., 1981).
Această tehnică este utilizată în consilierea psihologică și poate furniza informații valoroase despre forma și natura stimei de sine (Bodalev, A., 2000, Psihodiagnostică generală).

## Critică
Unele studii au pus sub semnul întrebării teoria freudiană a proiecției. Cercetările privind proiecția socială sugerează existența unui efect de consens fals, în care oamenii tind să creadă că ceilalți le împărtășesc trăsăturile, „proiectându-și” astfel propriile caracteristici asupra altora. Acest fenomen se aplică atât trăsăturilor pozitive, cât și celor negative și nu funcționează ca un mecanism de apărare menit să nege existența trăsăturilor.
O analiză realizată de Baumeister, Dale și Sommer (1998) a concluzionat că nu există suficiente dovezi pentru a susține ideea că oamenii proiectează defensiv anumite trăsături negative asupra altora pentru a nega că le au ei înșiși. Cu toate acestea, Newman, Duff și Baumeister (1997) au propus un model alternativ de proiecție defensivă: suprimarea trăsăturilor nedorite de către individ face ca acestea să devină mai accesibile mental, ceea ce duce la utilizarea lor frecventă în formarea impresiilor despre ceilalți. Astfel, proiecția devine un efect secundar al adevăratului mecanism de apărare.